# Adrien Bosson
Adrien Bosson (* 29. Juni 1991 in Ollioules) ist ein französischer Profi-Windsurfer. Erst ist der Freestyle Weltmeister von 2022.

## Leben
Bosson begann im Jahr 1998 mit dem Windsurfen. 2009 debütierte er beim Event in Costa Calma auf Fuerteventura (Spanien) im World Cup. Nachdem er in den folgenden Jahren lediglich an einzelnen Events teilgenommen hatte, begann er 2013 die gesamte Freestyle-Tour mitzufahren. Beim Wettbewerb am Brouwersdam (Niederlande) errang er dabei auch seine erste Top-10-Platzierung. 2016 konnte er sich zweimal auf dem Podium klassieren. Lediglich ein 17. Platz im dritten Event verhinderte eine bessere Platzierung als den siebten Gesamtrang. Zwei Jahre später gelang Bosson der endgültige Durchbruch. Er wurde in beiden Wettbewerben der Saison zweiter hinter dem mehrfachen Weltmeister Gollito Estredo und folglich auch Vize-Weltmeister. Diesen Erfolg konnte er in der Saison 2021 wiederholen. In der Saison 2022 konnte er den einzigen Freestyle-Wettbewerb der Saison auf Sylt gewinnen und krönte sich damit zum ersten Mal zum Weltmeister.
Bosson lebt an der französischen Mittelmeerküste in Six-Fours-les-Plages.

## Erfolge

### World Cup Wertungen
| Saison | Freestyle | Freestyle |
| Saison | Platz     | Punkte    |
| ------ | --------- | --------- |
| 2009   | 32.       | 1457      |
| 2010   | 31.       | 1721      |
| 2012   | 28.       | 2782      |
| 2013   | 12.       | 5311      |
| 2014   | 11.       | 5278      |
| 2015   | 14.       | 3128      |
| 2016   | 7.        | 5525      |
| 2017   | 6.        | 1855      |
| 2018   | 2.        | 19.800    |
| 2019   | 5.        | 28.100    |
| 2021   | 2.        | 9.900     |
| 2022   | 1.        | 10.000    |
| 2023   | 3.        | 15.385    |

### World Cup Siege
Bosson errang bisher sieben Podestplätze, davon einen Sieg:
| Datum                   | Ort  | Land        | Disziplin |
| ----------------------- | ---- | ----------- | --------- |
| 24.09.2022 – 02.10.2022 | Sylt | Deutschland | Freestyle |